# Bergs klätt
Bergs klätt este o arie protejată (arie specială de conservare — SAC, sit de importanță comunitară — SCI) din Suedia întinsă pe o suprafață de 69 ha, integral pe uscat.

## Localizare
Centrul sitului Bergs klätt este situat la coordonatele 59°39′32″N 12°28′32″E / 59.659°N 12.4755°E.

## Înființare
Situl Bergs klätt a fost declarat sit de importanță comunitară în ianuarie 2002 pentru a proteja 1 specie de plante. Situl a fost protejat și ca arie specială de conservare în martie 2011.

## Biodiversitate
Situată în ecoregiunea boreală, aria protejată conține 3 habitate naturale: Taiga vestică, Păduri fino-scandinave bogate în ierburi cu Picea abies, Pante stâncoase silicioase cu vegetație casmofită.
La baza desemnării sitului se află o specie protejată de  plante: Cynodontium suecicum.